# Canton de Corbeil-Essonnes-Est
Le canton de Corbeil-Essonnes-Est est une ancienne division administrative et circonscription électorale française située dans le département de l’Essonne et la région Île-de-France.

## Géographie

### Situation
| Type d’occupation           | Pourcentage | Superficie (en hectares) |
| --------------------------- | ----------- | ------------------------ |
| Espace urbain construit     | 67,7 %      | 749,34                   |
| Espace urbain non construit | 16,6 %      | 184,07                   |
| Espace rural                | 15,6 %      | 172,75                   |
| Source : Iaurif             |             |                          |

Le canton de Corbeil-Essonnes-Est était organisé autour de la commune de Corbeil-Essonnes dans l’arrondissement d'Évry. Son altitude variait entre trente-deux mètres et quatre-vingt-douze mètres à Corbeil-Essonnes, pour une altitude moyenne de cinquante-trois mètres. Le canton de Corbeil-Essonnes-Est couvrait le territoire de la commune situé à l’est de la voie ferrée de Paris à Lyon, l’axe du boulevard Jean Jaurès, rue de Paris, boulevard de Fontainebleau et boulevard John Fitzgerald Kennedy.

### Composition
Le canton de Corbeil-Essonnes-Est comptait une fraction de commune :
| Communes         | Population (2012) | Code postal | Code Insee  |
| ---------------- | ----------------- | ----------- | ----------- |
| Corbeil-Essonnes | 43 086 hab.       | 91100       | 91 2 96 174 |

### Démographie
| 1968 | 1975 | 1982 | 1990   | 1999   | 2006   | 2010   |
| ---- | ---- | ---- | ------ | ------ | ------ | ------ |
| -    | -    | -    | 19 567 | 18 999 | 19 751 | 21 655 |

### Pyramide des âges
| Hommes | Classe d’âge | Femmes |
| ------ | ------------ | ------ |
| 0,2    | 90 ans ou +  | 0,7    |
| 3,9    | 75 à 89 ans  | 6,5    |
| 9,8    | 60 à 74 ans  | 10,1   |
| 17,0   | 45 à 59 ans  | 16,8   |
| 22,6   | 30 à 44 ans  | 20,9   |
| 23,3   | 15 à 29 ans  | 23,6   |
| 23,3   | 0 à 14 ans   | 21,5   |

| Hommes | Classe d’âge | Femmes |
| ------ | ------------ | ------ |
| 0,3    | 90 ans ou +  | 0,8    |
| 4,4    | 75 à 89 ans  | 6,7    |
| 11,3   | 60 à 74 ans  | 11,9   |
| 19,9   | 45 à 59 ans  | 20,0   |
| 21,9   | 30 à 44 ans  | 21,4   |
| 20,6   | 15 à 29 ans  | 19,2   |
| 21,7   | 0 à 14 ans   | 20,0   |

## Historique
Le canton de Corbeil fut créé par le décret ministériel no 67-589 du 22 juillet 1967, il regroupait à l’époque les communes de Corbeil-Essonnes, Morsang-sur-Seine, Saintry-sur-Seine, Saint-Germain-lès-Corbeil, Saint-Pierre-du-Perray, Tigery et Villabé. Un nouveau décret du 7 décembre 1975 détacha les communes de Morsang-sur-Seine, Saintry-sur-Seine, Saint-Germain-lès-Corbeil, Saint-Pierre-du-Perray et Tigery pour constituer le nouveau canton de Saint-Germain-lès-Corbeil. Le décret ministériel du 22 janvier 1985 sépara en deux la commune de Corbeil-Essonnes pour créer le canton de Corbeil-Essonnes-Est.

## Représentation

### Conseillers généraux du canton de Corbeil-Essonnes-Est
| Période | Période          | Identité          | Étiquette    | Qualité |
| ------- | ---------------- | ----------------- | ------------ | --- |
| 1985    | 1988             | Aline Marti       | PCF          | Secrétaire Adjointe au maire de Corbeil-Essonnes Ancienne conseillère général du Canton de Corbeil-Essonnes (1976-1985) Conseillère régionale (1984-1996) |
| 1988    | 2004 (démission) | Serge Dassault    | RPR puis UMP | Président-directeur général de sociétés Sénateur (2004-2017) Maire de Corbeil-Essonnes                                                                    |
| 2004    | 2008             | Jean-Michel Fritz | UMP          | Adjoint au maire de Corbeil-Essonnes (1995-2009) |
| 2008    | 2015             | Carlos Da Silva   | PS           | Professeur des écoles Conseiller municipal de Corbeil-Essonnes, député de la première circonscription de l'Essonne (2012-2017)                            |

### Résultats électoraux
Élections cantonales, résultats des deuxièmes tours :
- Élections cantonales de 1994 : 55,17 % pour Serge Dassault (RPR), 44,83 % pour Aline Marti (PCF), 61,16 % de participation[9].
- Élections cantonales de 2001 : 60,41 % pour Serge Dassault (RPR), 39,59 % pour Michel Nouaille (PCF), 47,90 % de participation[10].
- Élections cantonales partielles de 2004 : 51,17 % pour Jean-Michel Fritz (UMP), 48,83 % pour Michel Nouaille (PCF), 41,56 % de participation[11].
- Élections cantonales de 2008 : 51,15 % pour Carlos Da Silva (PS), 48,85 % pour Jean-Michel Fritz (UMP), 62,83 % de participation[12].

## Économie

### Emplois, revenus et niveau de vie
| Répartition des emplois par catégories socioprofessionnelles en 2006. |              |                                           |                                                   |                            |                          |                           |
|                                                                       | Agriculteurs | Artisans, commerçants, chefs d’entreprise | Cadres et professions intellectuelles supérieures | Professions intermédiaires | Employés                 | Ouvriers                  |
| Canton de Corbeil-Essonnes-Est                                        | 0,1 %        | 4,0 %                                     | 15,4 %                                            | 30,3 %                     | 26,6 %                   | 23,7 %                    |
| Département de l’Essonne                                              | 0,2 %        | 4,5 %                                     | 22,1 %                                            | 27,7 %                     | 27,6 %                   | 17,9 %                    |
| Moyenne nationale                                                     | 2,2 %        | 6,0 %                                     | 15,4 %                                            | 24,6 %                     | 28,7 %                   | 23,2 %                    |
| Répartition des emplois par secteurs d’activités en 2006.             |              |                                           |                                                   |                            |                          |                           |
|                                                                       | Agriculture  | Industrie                                 | Construction                                      | Commerce                   | Services aux entreprises | Services aux particuliers |
| Canton de Corbeil-Essonnes-Est                                        | 0,3 %        | 22,8 %                                    | 6,3 %                                             | 12,0 %                     | 10,4 %                   | 7,0 %                     |
| Département de l’Essonne                                              | 0,8 %        | 11,5 %                                    | 6,1 %                                             | 15,4 %                     | 18,8 %                   | 6,4 %                     |
| Moyenne nationale                                                     | 3,5 %        | 15,2 %                                    | 6,4 %                                             | 13,3 %                     | 13,3 %                   | 7,6 %                     |
| Sources : Insee,                                                      |              |                                           |                                                   |                            |                          |                           |